# 히어로즈 앤 제너럴스
《히어로즈 앤 제너럴스》(Heroes & Generals)는 덴마크의 FPS 게임이다. 레토-모토가 제작 및 출판하였고, 2016년 9월 23일 출시되었다.